# Кастелветрано
Кастелветрано (итал. Castelvetrano) је насеље у Италији у округу Трапани, региону Сицилија.
Према процени из 2011. у насељу је живело 28072 становника. Насеље се налази на надморској висини од 196 м.

## Становништво
| 1931.  | 1936.  | 1951.  | 1961.  | 1971.  | 1981.  | 1991.  | 2001.  | 2011.  |
| ------ | ------ | ------ | ------ | ------ | ------ | ------ | ------ | ------ |
| 24.959 | 25.963 | 30.282 | 31.282 | 30.073 | 30.702 | 30.272 | 30.518 | 31.824 |